# Traité de Péronne (19 septembre 1641)
Pour les articles homonymes, voir Traité de Péronne.
Traité de Corbeil Traité des Pyrénées
Le traité de Péronne du 19 septembre 1641 est le traité d'union personnelle de la principauté de Catalogne et du royaume de France, résultant l'acceptation, par le roi de France, Louis XIII, au château de Péronne en Vermandois, de l'acte du 23 janvier 1641,,.
Par ce traité, le roi de France est reconnu comme comte de Barcelone, titre que les constitutions catalanes, approuvées par les Corts en 1228, réservent au souverain de la principauté de Catalogne, ainsi que comme comte de Roussillon et de Cerdagne, comtés qui, depuis la réunion du royaume de Majorque à la Couronne d'Aragon, disposent d'un gouvernement particulier. En contrepartie, il s'engage à respecter les constitutions, les pactes et les engagements de la France vis-à-vis de l'ordre institutionnel et législatif de la Principauté et des Comtés. Il spécifiait qu'il ne s'agissait pas d'une annexion par la France, et que les deux couronnes restaient bien séparées.

## Contexte
La signature de ce traité intervint dans le contexte troublé de la rivalité franco-espagnole du XVIIe siècle.
Durant la Guerre des faucheurs, l'avance des troupes castillanes après la bataille de Cambrils et la prise de Tarragone fit que la junta de Braços céda aux pressions françaises et proclama Louis XIII, comte de Barcelone, le 23 janvier 1641, trois jours avant la bataille de Montjuïc.
La Junta de Braços prépara le document voulant s'assurer que l'aide demandée à la France contre le roi d'Espagne, Philippe IV, ne représenterait pas un affaiblissement des droits et des constitutions catalanes.

## Clauses principales
En 14 points, on demandait :
1. le respect des constitutions, des usages et des actes ;
2. l'origine catalane des prélats ;
3. que le tribunal de l'Inquisition reste en Catalogne et ne traite que des causes concernant la foi ;
4. le respect du concile de Trente ;
5. l'approbation parlementaire de la politique fiscale ;
6. le respect des privilèges de Barcelone et des Capítols de Cort (se couvrir devant le roi, etc.) ;
7. que le roi jure, observe et fasse observer les capitulaires, règlements et actes des cours de la généralité de Catalogne ;
8. que les charges de capitaines ou gouverneurs soient réservées aux Catalans ;
9. que la principauté de Catalogne soit régie par un vice-roi et lieutenant général du roi de France ;
10. que les logements des soldats soient pourvus par les consuls des villes ;
11. que les villes de Tortosa et Tarragone tenues par les ennemis jouissent des privilèges de toute la province lorsqu'elles seraient réduites en obéissance ;
12. que le roi approuve les rentes constituées faites par la généralité pour les dépenses de cette guerre ;
13. de ne pas séparer le comté de Roussillon et le comté de Cerdagne du principat de Catalogne ;
14. au roi d'observer toutes les Constitutions de l'Observance réformée.

En plus il incluait quelques réformes que depuis des années, les Catalans réclamaient et que les Corts de 1626 et de 1632 n'avaient pu résoudre : 
- l'abolition du quint (dans la clause 5).

Cet accord comportait la proclamation de Louis XIII comme comte de Barcelone, la nomination du beau-frère du cardinal de Richelieu, Urbain de Maillé, second marquis de Brézé, comme lieutenant en Catalogne jurant les constitutions le 30 décembre 1641.

## Postérité du traité
- Le contenu de ce traité a été ratifié par la France à huit reprises entre 1641 et 1658.
- En définitive, le traité des Pyrénées de 1659 l'a annulé de facto et, entre autres effets, a rattaché les comtés de Roussillon et Cerdagne à la France, malgré l'engagement du roi Louis XIII de respecter l'unité territoriale de l'Espagne[5].